# Paul Simon (sculpteur)
 (décembre 2013).
Si vous disposez d'ouvrages ou d'articles de référence ou si vous connaissez des sites web de qualité traitant du thème abordé ici, merci de compléter l'article en donnant les références utiles à sa vérifiabilité et en les liant à la section « Notes et références ».
Pour les articles homonymes, voir Paul Simon et Simon.
Paul Simon (né le 17 janvier 1892 dans le 14e arrondissement de Paris - mort le 13 juillet 1979 à Saint-Tropez) est un sculpteur français.

## Biographie
Fils des peintres Lucien Simon et Jeanne Dauchez, Paul Simon est élève d'Antoine Bourdelle.
Il s'est spécialisé dans la sculpture animalière.
Son beau-frère est François Aman-Jean, écrivain et dramaturge.
Sa fille Corinne (1927-2011) épouse Sforza-Galeazzo Sforza (1916-1977), fils de Carlo Sforza.